# Salgótarjáni BTC
 Salgótarjáni BTC  ist ein ungarischer Sportverein aus der nordungarischen Stadt Salgótarján.

## Geschichte
Der Verein wurde im Jahr 1920 gegründet. Die Vereinsfarben sind Schwarz und Weiß. Erstmals spielte der Klub 1935/36 im Fußball erstklassig, stieg aber nach einer Saison wieder ab. Viele Jahre der Erst- und Zweitklassigkeit folgten. In der Saison 1971/72 wurde in der Nemzeti Bajnokság mit dem dritten Platz das beste Ergebnis der Vereinsgeschichte erreicht. 1980 stieg Salgótarján letztmals aus der Nemzeti Bajnokság ab und spielt seitdem unterklassig.

## Europapokalbilanz
| Saison  | Wettbewerb | Runde    | Gegner    | Gesamt | Hin     | Rück    |
| ------- | ---------- | -------- | --------- | ------ | ------- | ------- |
| 1972/73 | UEFA-Pokal | 1. Runde | AEK Athen | 2:4    | 1:3 (A) | 1:1 (H) |

Gesamtbilanz: 2 Spiele, 1 Unentschieden, 1 Niederlage, 2:4 Tore (Tordifferenz −2)

## Namenshistorie
- Salgótarjáni Torna Club (1920–1922)
- Salgótarjáni Bányatelepi Torna Club (1922–1949)
- Salgótarjáni Tárna Sport Egyesület (1949–1951)
- Salgótarjáni Bányász Torna Club (1951–1977)
- Salgótarjáni Torna Club (1977–1984)
- Salgótarjáni Bányász Torna Club (1984–1988)
- Salgótarjáni Barátság Torna Club (1988–1992)
- Salgótarjáni Barátság Torna Club – Salgglas Sport Egyesület (1992–1993)
- Salgótarjáni Barátság Torna Club (1993–2001)
- Salgótarjáni Barátok Torna Club (2001–2012)
- Salgótarjáni BTC-Puebla (2012–)